# Axplora Group GmbH
Axplora vereint das Know-how und die Kompetenzen von Farmabios, Novasep und PharmaZell zu einem führenden CDMO und Hersteller pharmazeutischer Wirkstoffe (API). Wir unterstützen den gesamten Lebenszyklus von Arzneimitteln. Unsere vereinten Stärken ermöglichen es uns, Wirkstoffe zu produzieren, die bestehende und innovative Behandlungen für Patienten weltweit ermöglichen. Axplora beschäftigt 2.400 Mitarbeiter, die sich für die Kunden engagieren und an den zehn API-Standorten von Axplora in Europa, Indien und den USA arbeiten.